# Ferdinand van Kessel
Ferdinand van Kessel (1648 – 1696) byl vlámský barokní malíř známý svými obrazy krajin, zátiší a žánrovými obrazy s opicemi.

## Životopis

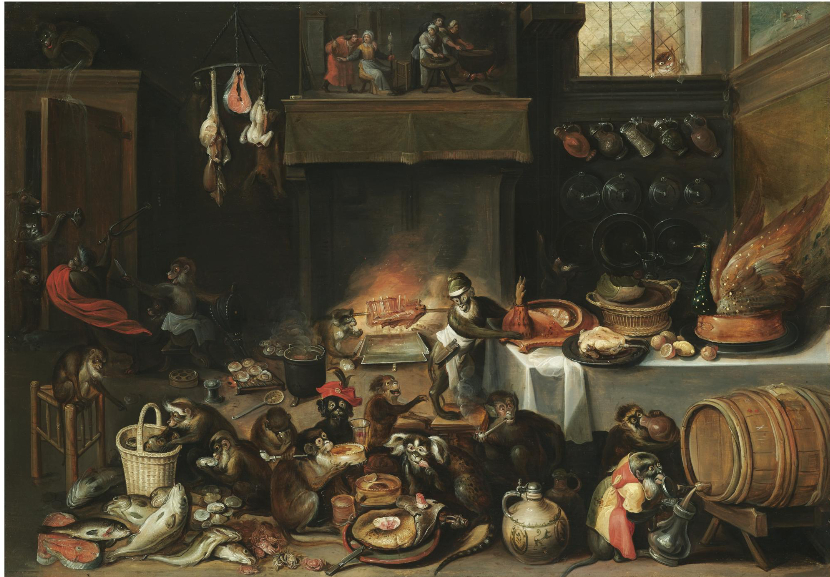
Opičí oslava v kuchyni (Apes celebrating in the kitchen)

Narodil se v Antverpách jako syn Jana van Kessela staršího, který byl vnukem Jana Brueghela staršího. Žákem svého otce se stal v roce 1663. Odstěhoval se do nizozemského města Breda, kde se stal učitelem Jacoba Campo Weyermana a Louise de Moni. Zemřel v Bredě.

## Dílo
Podle Weyermana byl Ferdinandův otec Jan van Kessel starší známým malířem a obdivovatelem Jana Brueghela staršího, který byl Phoenixem krajinomalby se zvířaty a ptáky. Ačkoli Ferdinand nikdy nedosáhl úrovně svého otce, byl dobrým pokračovatelem rodinného jména van Kessel-Brueghel. Po smrti Jana Brueghela mladšího byl jediným malířem v Antverpách, který pokračoval v rodinné tradici. Objevil ho pan Molo, zástupce polského krále Jana III. Sobieského. Molo poslal několik jeho obrazů do Polska. Jeho práce byla dobře přijata a proto byl Ferdinand vyzván, aby se přestěhoval do Bredy a vytvořil dostatek obrazů pro výzdobu stěn ve Wilanowském paláci ve Varšavě. Van Kessel se tedy přestěhoval do Bredy, aby zakázku pro polského krále splnil. Začal malováním scén čtyř základních prvků tvořících svět. Maloval na měděné desce. Každý element byl zobrazen jako alegorie prezentována cheruby. Na prvním obraze sedí chlapec na orlovi a je obklopený ptáky, tedy alegorie vzduchu. Alegorie Země byla představována chlapcem opírajícím se o lví záda, je obklopen bylinami, ovocem a květinami. Alegorii ohně představoval chlapec s vojenskými atributy, se zlatě a stříbrně vykládaným postrojem, s bubny, s vyšívanými hedvábnými transparenty, s kopím a s malou opičkou, kouřící dýmku a pijící sklenku rosée du soleil. Alegorií vody byl chlapec skloněný ke džbánu, symbolizujícím Boží zdroj vody, chlapec je na břehu řeky obklopené mořskými a říčními rybami ve vodě a perlami, korály a mušlemi na břehu. Celý výjev byl v ebenovém rámu se zlatým okrajem a obklopen čtrnácti nebo patnácti symboly prvků.
Tato práce byla tak dobře přijata, že van Kessel vytvořil pro polského krále další sérii, tentokrát čtyř kontinentů. Odmítl pozvání polského krále k jeho dvoru a pokračoval v práci na polských zakázkách z Bredy. Když oheň poškodil jeho obrazy v Polsku, rychle se nabídl obnovit ztracené obrazy podle skic, které měl. Pokračoval v plnění zakázek pro polský dvůr a částečně zadal některá díla i jiným umělcům v Antverpách (historické alegorie: Frans Ykens, Maas, Caspar Jacob van Opstal, Charles Emmanuel Biset; krajiny: Pieter Spierinckx, Rysbregts, Peter van de Velde, Abraham Genoels; květiny: Gaspar Peeter Verbruggen, Jan Baptist Bosschaert, Simon Hardimé a Jan Pauwel Gillemans mladší). To trvalo až do smrti polského krále v roce 1696, poté už jeho patron pan Molo odmítl za zakázky platit.
Ferdinand van Kessel vytvořil také stropní malbu pro palác Viléma III. Oranžského v Bredě.

## Galerie

Ferdinand van Kessel - alegorie
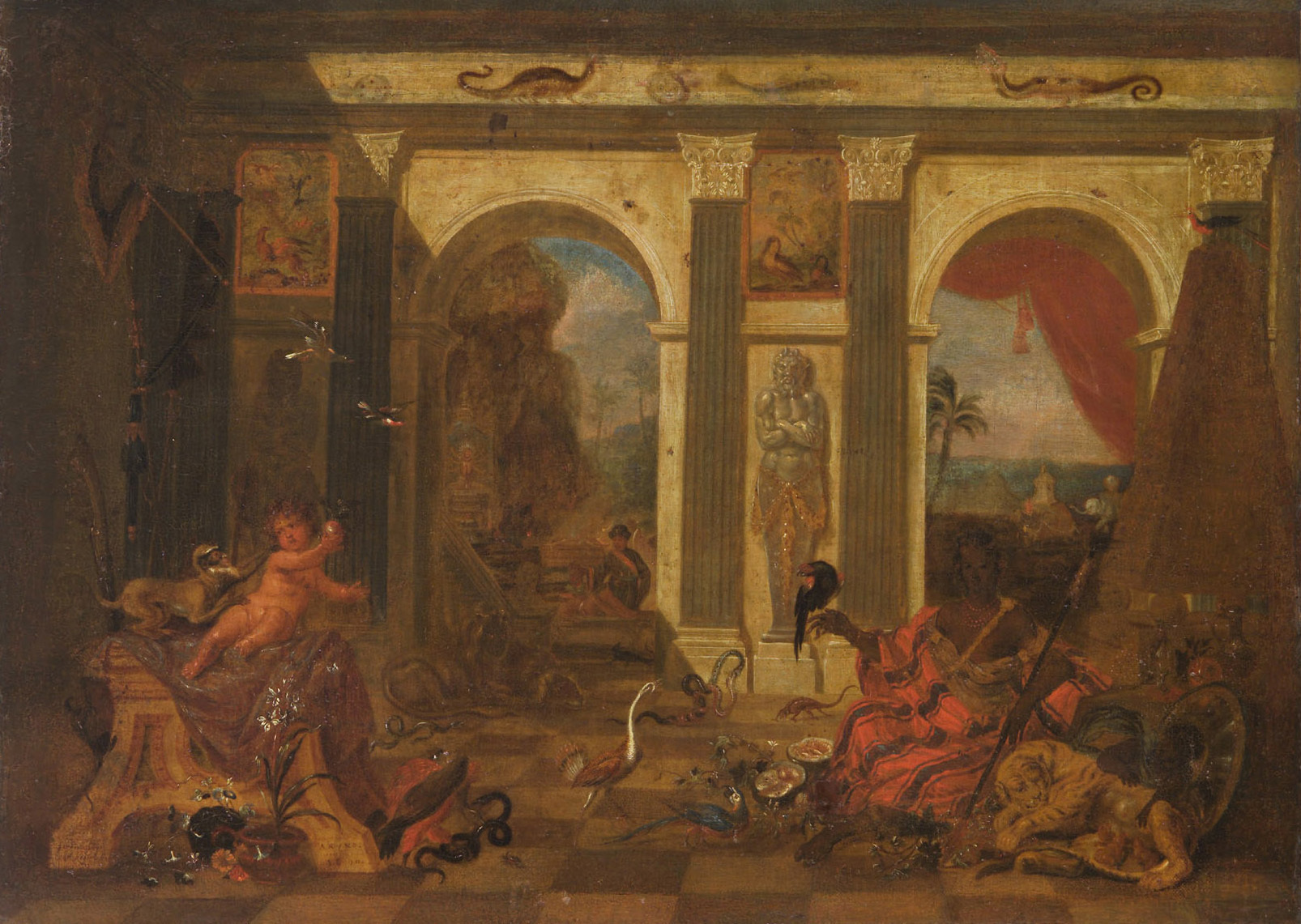
Afrika
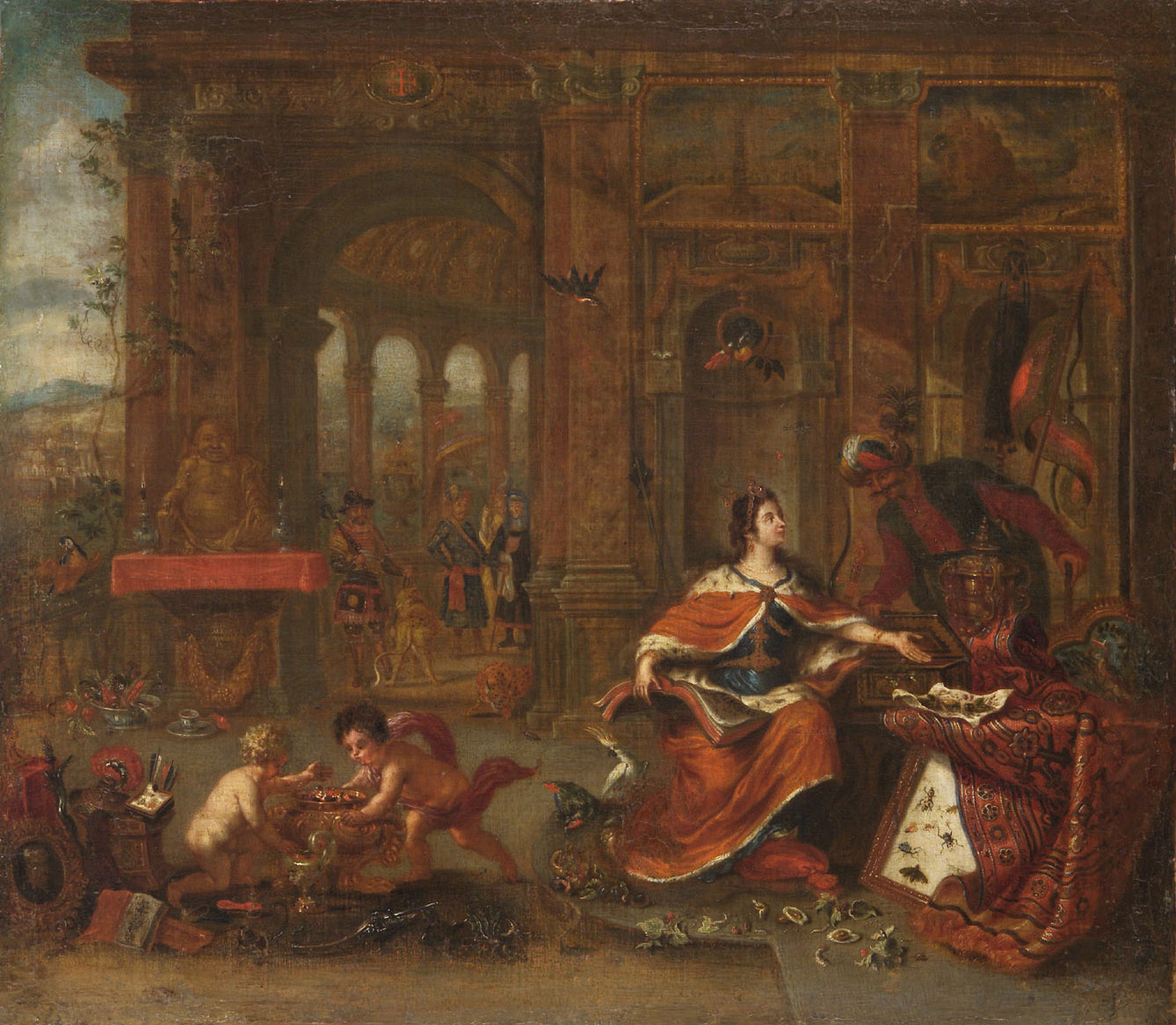
Asie
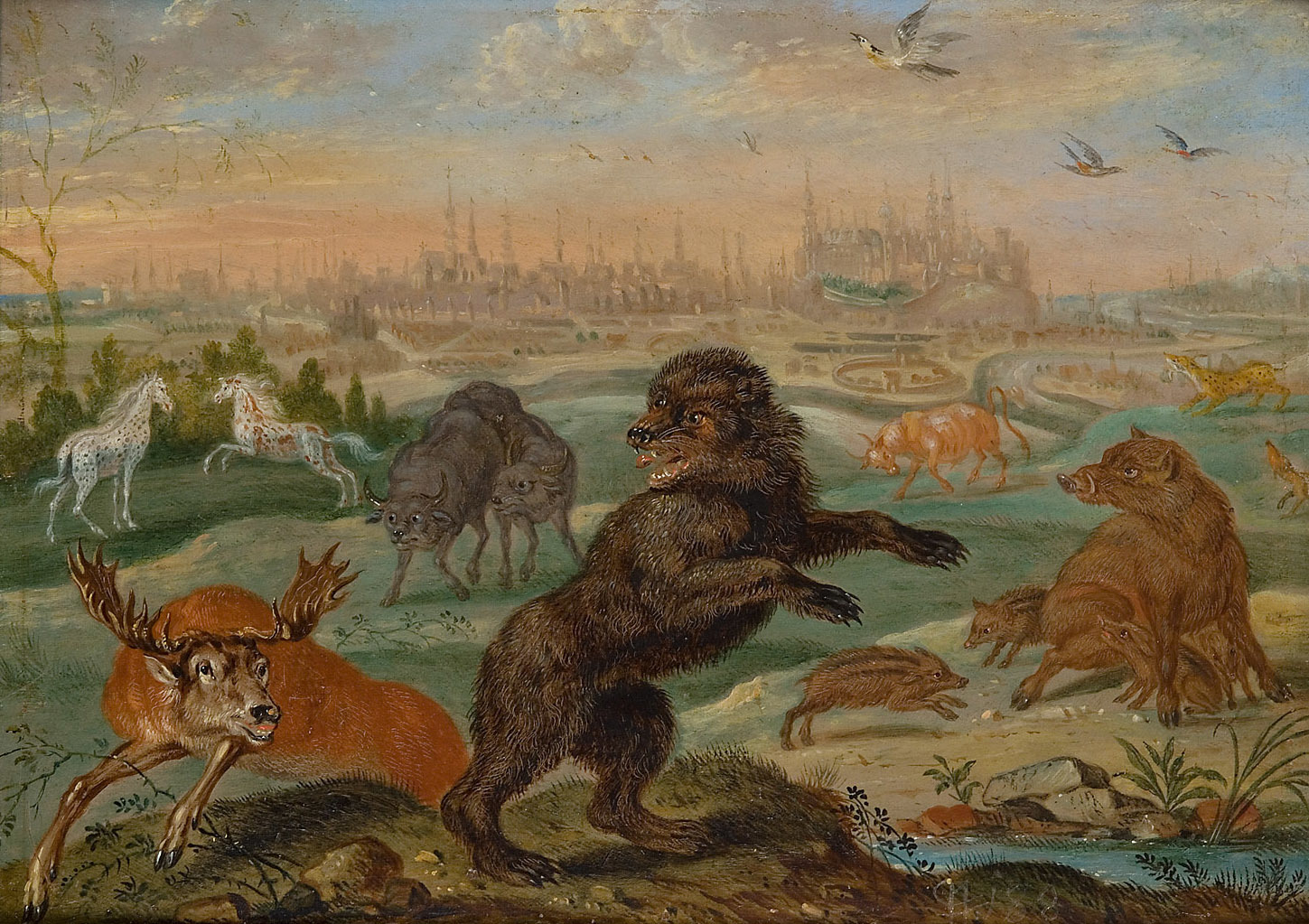
Krakow
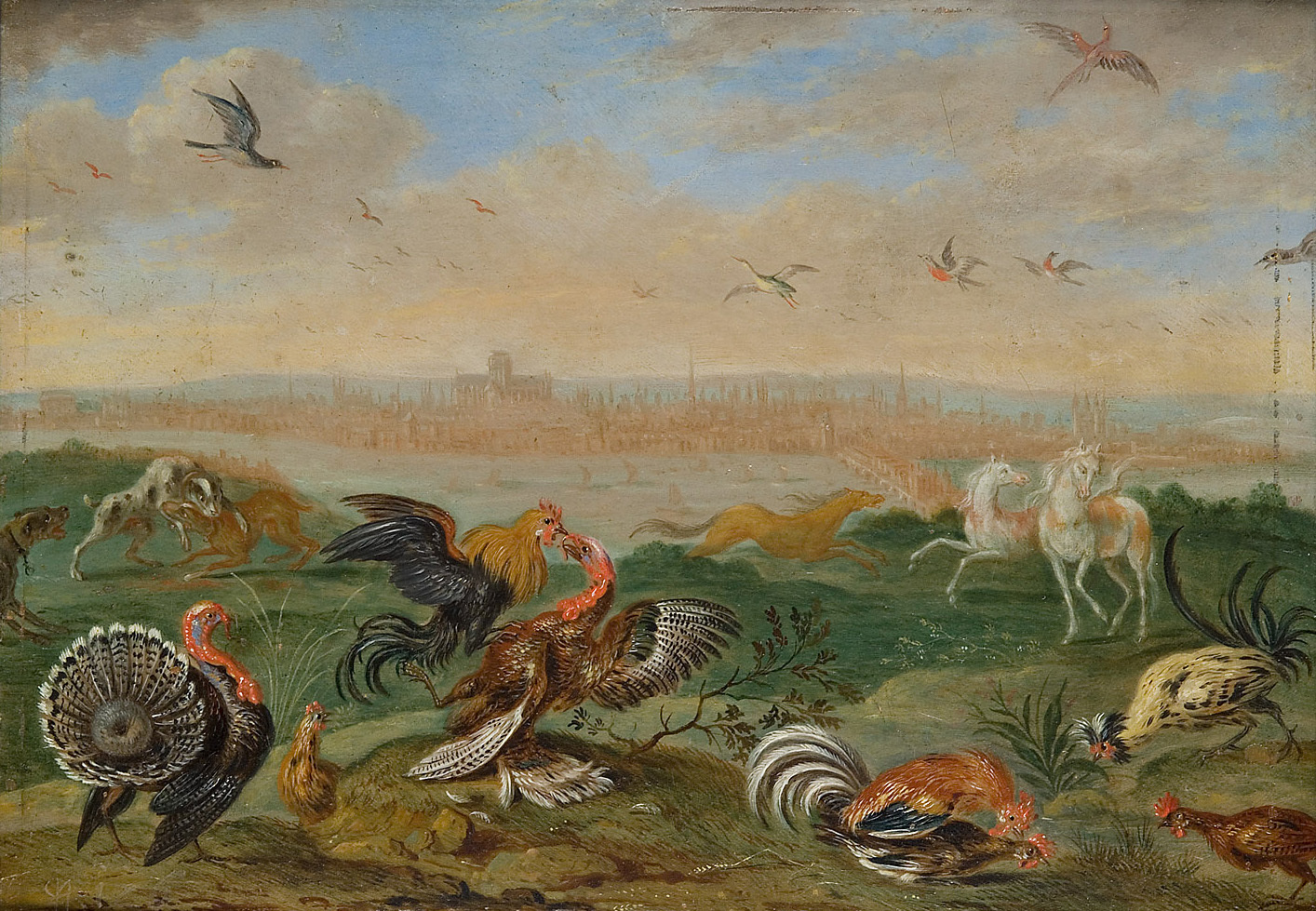
Londýn
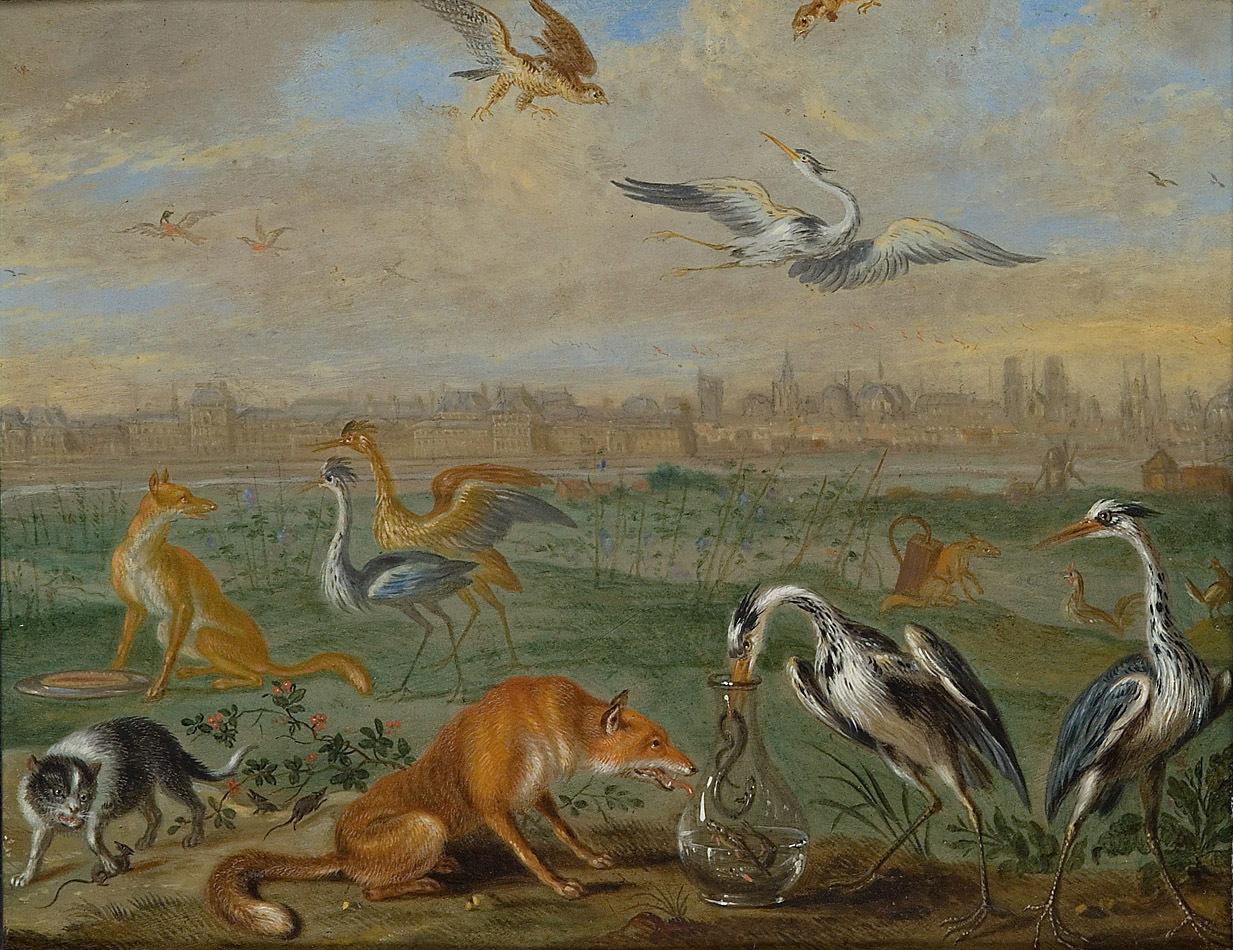
Paříž
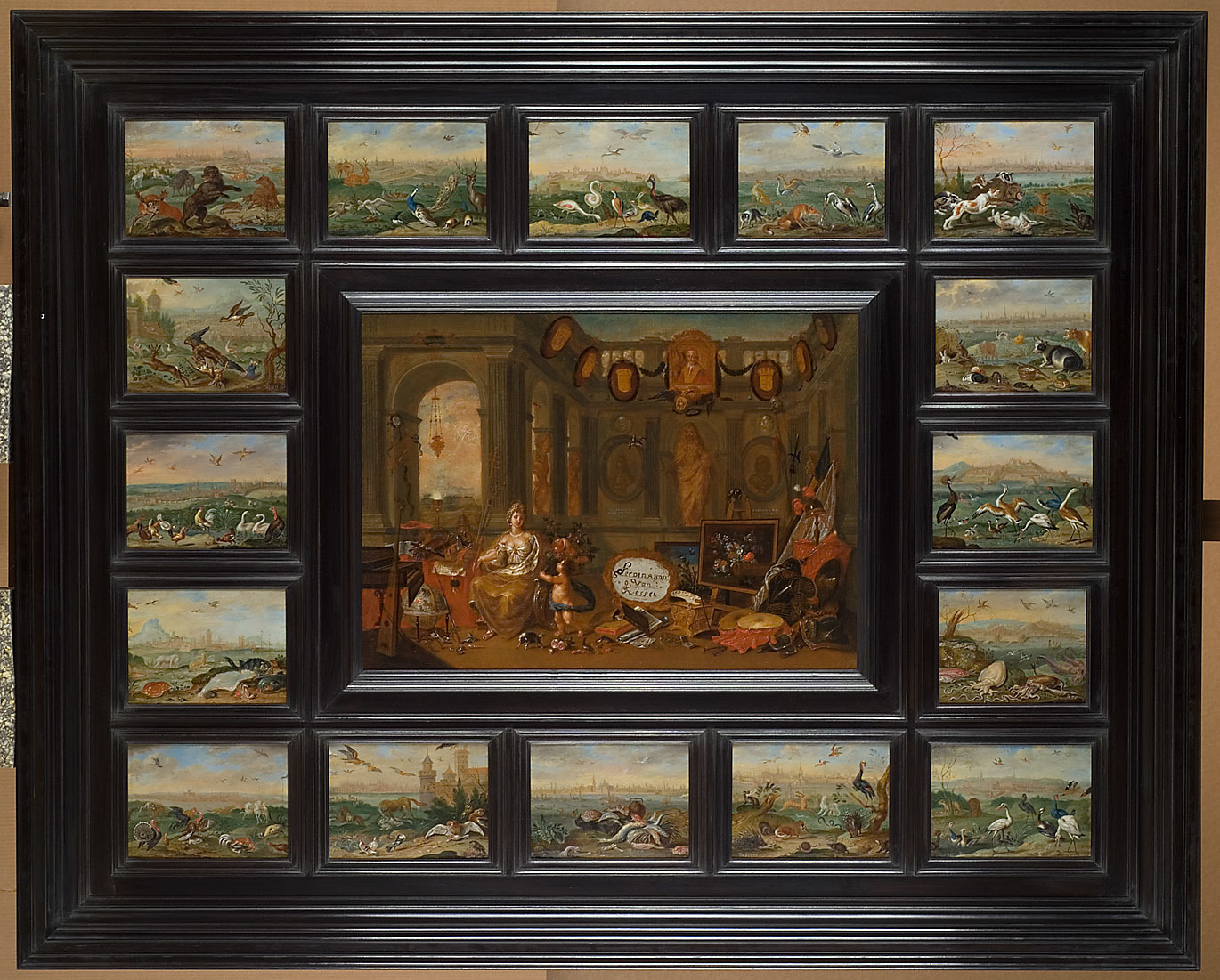
Evropa
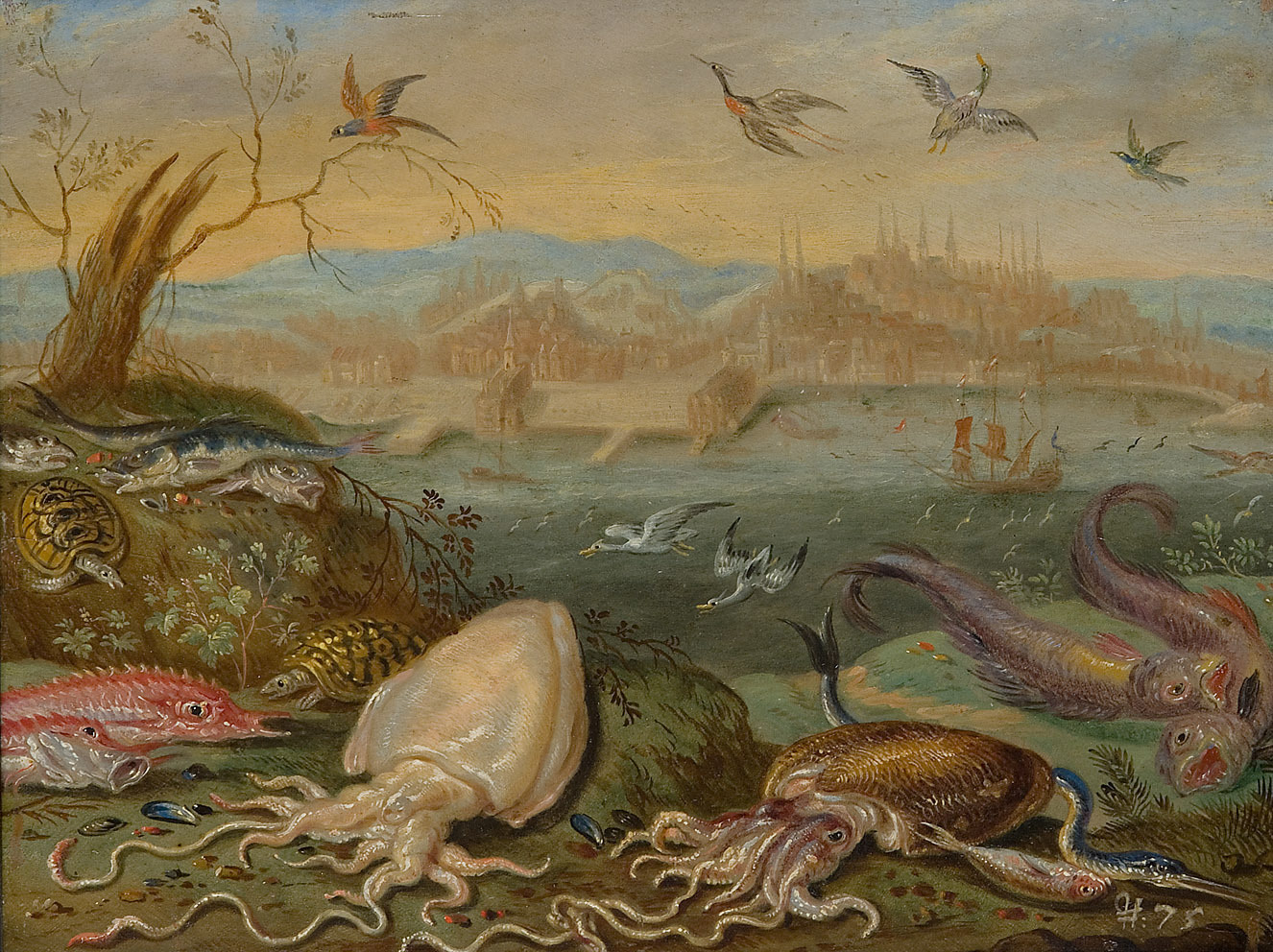
Lisabon
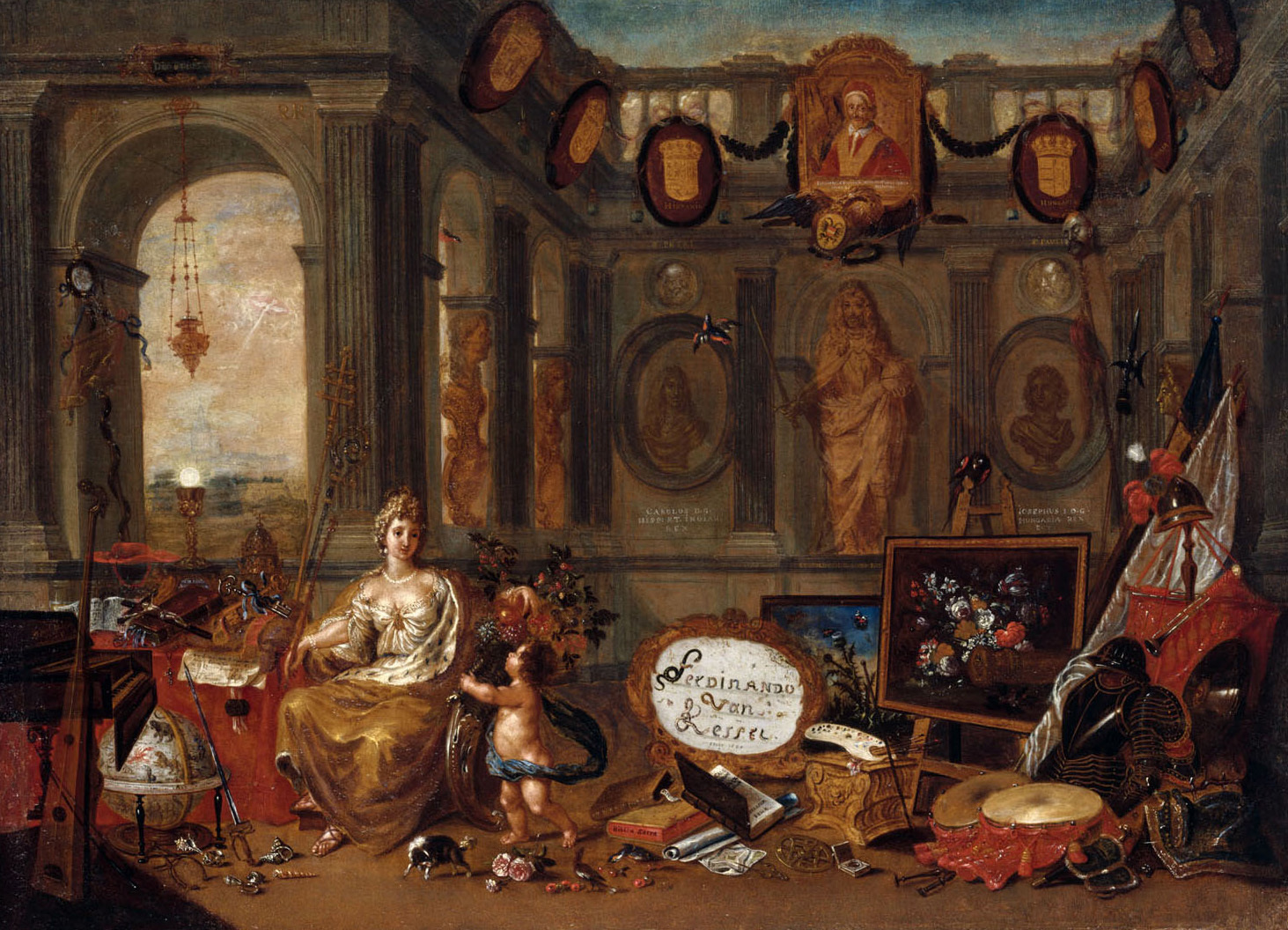
Evropa
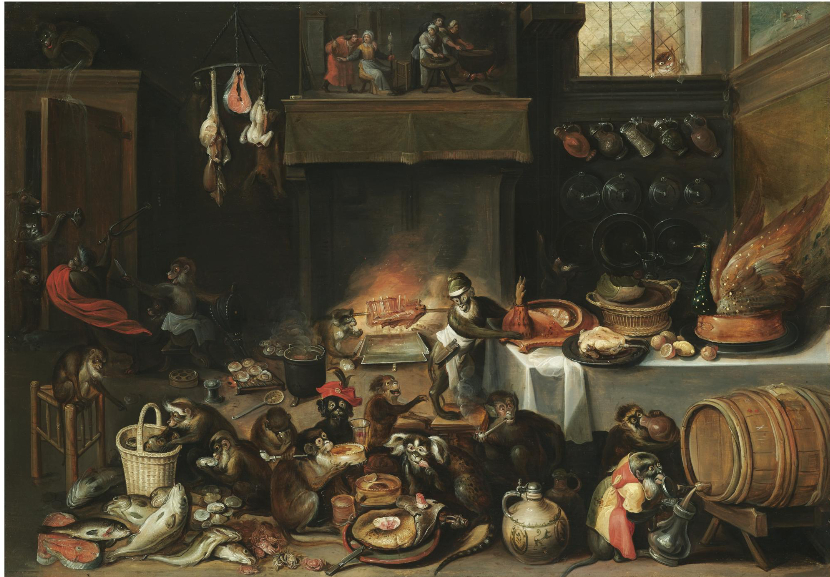
Opičí oslava v kuchyni